# Rdest
Rdest (Potamogeton) je rod jednoděložných rostlin z čeledi rdestovité (Potamogetonaceae). Tento článek pojednává o rodu Potamogeton. Jako rdest také lze označit rod Groenlandia, viz jediný druh rdest hustolistý (Groenlandia densa).

## Popis
Jedná se o vytrvalé vodní rostliny s oddenky, kořenící ve dně. U některých druhů se projevuje tzv. heterofylie, listy plovoucí na hladině jsou jiné než listy ponořené, některé druhy mají ovšem pouze listy ponořené. Listy jsou jednoduché, přisedlé nebo řapíkaté, většinou střídavé, s listovými pochvami. Čepele jsou celistvé, čárkovité až eliptické či okrouhlé, jsou jednožilné nebo se souběžnou žilnatinou. Palisty jsou vyvinuty, většinou jsou alespoň zčásti na bázi srostlé. Jedná se o jednodomé rostliny s oboupohlavnými květy. Květy jsou v květenstvích, v hroznech až klasech. Okvětí není rozlišeno na kalich a korunu, skládá se ze 4 okvětních lístků, většinou nenápadných, hnědavých, někteří autoři je však považují za přívěsky tyčinek. Tyčinky jsou 4, srostlé s okvětím. Gyneceum je apokarpní, složené ze 3–5 plodolistů. Semeník je svrchní. Plod je dužnatý nebo suchý, nepukavý, v souplodí, jedná se o nažku nebo peckovici, na vrcholu s krátkým zobánkem.

## Taxonomická poznámka
Někteří autoři vydělují ještě menší rod Stuckenia Börner, syn. Coleogeton D. H. Les et R.R. Haynes, česky rdestík. Patří sem např. rdest hřebenitý (Potamogeton pectinatus, syn.: Stuckenia pectinata, Coleogeton pectinatus). Tento článek pojednává o rodu Potamogeton včetně těchto menších rodů, ale s vyloučením rodu Groenlandia Gay, viz rdest hustolistý (Groenlandia densa)

## Rozšíření ve světě
Je známo asi 100 druhů, rozšířeny skoro po celém světě.

## Rozšíření v Česku
V ČR alespoň historicky rostlo asi 19 druhů rdestů (Potamogeton), dnes jsou však některé vyhynulé či nezvěstné. Mnohé druhy jsou velmi vzácné a kriticky ohrožené, protože jsou vázány na oligotrofní vody a jsou citlivé ke znečištění vod a eutrofizaci, popř. k nevhodnému rybářsko-mysliveckému hospodaření (kapro-kachní rybníky). Jen některým vyhovují eutrofní vody, např. rdest kadeřavý (Potamogeton crispus). U jednotlivých druhů jsou připsány kategorie: C1-kriticky ohrožený, C2-silně ohrožený, A1-vyhynulý, A2-nezvěstný (čili datum posledního nálezu není ještě tak dávné a autoři doufají, že by mohl být ještě nalezen).
- A. Širokolisté rdesty: listy jsou zpravidla 0,5 cm až 6 cm široké.

- - rdest kadeřavý (Potamogeton crispus L.) – běžný druh
  - rdest trávolistý (Potamogeton gramineus L.) – C2
  - rdest světlý (Potamogeton lucens L.) – roztroušeně
  - rdest Zizův (Potamogeton × angustifolius J. Presl) – C1
  - rdest prorostlý (Potamogeton perfoliatus L.) – C2
  - rdest alpský (Potamogeton alpinus Balbis) – C2
  - rdest dlouholistý (Potamogeton praelongus Wulfen) – C1
  - rdest vzplývavý (Potamogeton natans L.) – běžný druh
  - rdest zbarvený (Potamogeton coloratus Hornem.) – A1
  - rdest rdesnolistý (Potamogeton polygonifolius Pourr.) – C1, pouze okolí Aše
  - rdest uzlinatý (Potamogeton nodosus Poiret) – C2

- B. Úzkolisté rdesty: listy pod 0,5 cm široké, někdy i pod 1 mm.

- - rdest hřebenitý (Potamogeton pectinatus L.) – celkem běžný
  - rdest smáčknutý (Potamogeton compressus L.) – A1
  - rdest ostrolistý (Potamogeton acutifolius Link) – C2
  - rdest tupolistý (Potamogeton obtusifolius Mert. et Koch) - roztroušeně
  - rdest hrotitý (Potamogeton friesii Rupr.) – A2
  - rdest vláskovitý (Potamogeton trichoides Cham. et Schldl.) – C2
  - rdest maličký (Potamogeton pusillus L.) - celkem běžný
  - rdest Berchtoldův (Potamogeton berchtoldii Fieber.) - celkem běžný, velmi podobný rdestu maličkému

## Celkový seznam druhů
- Potamogeton acutifolius Link – Evropa
- Potamogeton alpinus – Evropa, Asie, Severní Amerika
- Potamogeton amplifolius – Severní Amerika
- Potamogeton x angustifolius – Evropa a asi i jinde
- Potamogeton berchtoldii – Evropa, Asie, Severní Amerika
- Potamogeton bicupulatus – Severní Amerika
- Potamogeton clystocarpus – Severní Amerika
- Potamogeton coloratus – Evropa
- Potamogeton compressus – Evropa, Asie, Severní Amerika
- Potamogeton confervoides – Severní Amerika
- Potamogeton crispus – Evropa, Asie, Severní Amerika, Jižní Amerika, Střední Amerika, Austrálie
- Potamogeton cristatus – Asie
- Potamogeton distinctus – východní Asie
- Potamogeton diversifolius– Severní Amerika, Mexiko
- Potamogeton drummondii Benth. – Austrálie
- Potamogeton epihydrus – Evropa, Severní Amerika
- Potamogeton filiformis Pers. – skoro celý svět
- Potamogeton floridanus – Severní Amerika
- Potamogeton foliosus – Severní Amerika
- Potamogeton friesii – Evropa, Asie, Severní Amerika
- Potamogeton gayii A. Benn. – Jižní Amerika
- Potamogeton gramineus – Evropa, Asie, Severní Amerika
- Potamogeton groenlandicus – Grónsko
- Potamogeton hillii – Severní Amerika
- Potamogeton illinoensis – Severní Amerika, Jižní Amerika, Střední Amerika
- Potamogeton javanicus – Asie
- Potamogeton lucens – Evropa, Asie, severní Afrika
- Potamogeton maackianus – Asie
- Potamogeton natans – Evropa, Asie, Severní Amerika
- Potamogeton nodosus – Evropa, Asie, Severní Amerika, Jižní Amerika, Střední Amerika
- Potamogeton oakesianus – Severní Amerika
- Potamogeton oblongus – Evropa, severní Afrika, Severní Amerika
- Potamogeton obtusifolius – Evropa, Asie, Severní Amerika
- Potamogeton ochreatus Raoul – Austrálie
- Potamogeton octandrus Poir. – Asie, Austrálie
- Potamogeton ogdenii – Severní Amerika
- Potamogeton oxyphyllus – Asie
- Potamogeton pectinatus L. – Evropa, Asie, Severní Amerika, Střední Amerika, Jižní Amerika, Austrálie
- Potamogeton perfoliatus – Evropa, Asie, Severní Amerika, Střední Amerika, Afrika, Austrálie
- Potamogeton praelongus – Evropa, Asie, Severní Amerika, Mexiko
- Potamogeton polygonifolius – Evropa, Asie
- Potamogeton pulcher – Severní Amerika
- Potamogeton pusillus – skoro celý svět
- Potamogeton rutilus – Evropa
- Potamogeton richardii Solms – Afrika
- Potamogeton richardsonii – Severní Amerika
- Potamogeton robbinsii – Severní Amerika
- Potamogeton schweinfurthii A. Benn. – Afrika
- Potamogeton spirillus – Severní Amerika
- Potamogeton striatus Ruíz & Pavon – Severní Amerika, Střední Amerika, Jižní Amerika
- Potamogeton strictifolius – Severní Amerika
- Potamogeton subsibiricus – Severní Amerika, Sibiř
- Potamogeton tennesseensis – Severní Amerika
- Potamogeton tepperi A.Benn. – Austrálie
- Potamogeton tricarinatus A.Benn – Austrálie
- Potamogeton trichoides – Evropa, Asie
- Potamogeton vaginatus Turczaninow – Evropa, Asie, Severní Amerika
- Potamogeton vaseyi – Severní Amerika
- Potamogeton wrightii - Asie
- Potamogeton zosteriformis – Severní Amerika, někdy jako poddruh P. copressu
- a další